# Archivos Nacionales de Islandia
Los Archivos Nacionales de Islandia (en Islandés: Þjóðskjalasafn Íslands) Son un conjunto de archivos del gobierno islandés, ubicados en Reikiavik. Fundado en abril de 1882 por el gobernador danés (landshøvding) de Islandia, Hilmar Finsen. El Archivo Nacional de Islandia (NAI) sacó su material principalmente de archivos gubernamentales. Al principio, estaba situado en el ático de la Catedral de Reikiavik. La Biblioteca Nacional de Islandia y el Museo Nacional de Islandia habían sido trasladados desde el desván de la Catedral al nuevo edificio del Parlamento (Alþingishúsið), y el gobernador aprovechó esta oportunidad para usar el desván de la Catedral para los nuevos archivos, reuniendo así los archivos que se habían acumulado en varios departamentos gubernamentales y dotándolos de mejores facilidades para su preservación. Los archivos se han trasladado a nuevas instalaciones tres veces desde: primero al Alþingishús en 1900, luego al nuevo edificio de Archivos y Biblioteca en Hverfisgata (Safnahúsið) en 1908 y finalmente a su ubicación actual en Laugavegur 162 en 1987-98.
En los últimos 130 años tanto el tamaño como las instalaciones de los archivos han aumentado enormemente. Inicialmente no había personal especial, los distintos departamentos estaba simplemente a cargo de sus propios materiales en el desván de la Catedral sin ninguna coordinación. El primer archivero nacional fue Jón Þorkelsson, quien fue nombrado en 1900. El personal actual cuenta con más de 25 integrantes, y los archivos, que comprenden fuentes sobre la historia de Islandia desde la época de las sagas en el siglo XII hasta hoy, ahora ocupan más de 40.000 metros de espacio de estantería. Estos materiales desempeñan un papel clave en la investigación histórica, como registros de los derechos y deberes de los individuos y la sociedad a lo largo de la historia de Islandia.